# Megastylus mihajlovici
Megastylus mihajlovici là một loài tò vò trong họ Ichneumonidae.